# Мошков, Борис Сергеевич
Борис Сергеевич Мошков (28.11.1904-10.04.1997) — российский учёный в области физиологии растений, член-корреспондент ВАСХНИЛ (1960).

## Биография
Родился в Москве. Окончил Лесотехническую академию им. С. М. Кирова (1927).
Работал во ВНИИ растениеводства (ВИР): младший научный сотрудник (1927—1930), старший научный сотрудник (1930—1941). Одновременно в 1939—1940 зав. кафедрой физиологии растений Пермского государственного университета, в 1940—1942 зав. кафедрой экологии с.-х. растений и лесоводства Пушкинского СХИ.
В 1942—1945 директор учебно-опытного лесхоза.
С 1945 г. руководитель лаборатории светофизиологии и светокультуры (1945—1988), советник при директоре (1988—1997) Агрофизического НИИ.
Доктор биологических наук (1947), профессор (1948), член-корреспондент ВАСХНИЛ (1960).
Автор научных исследований в области физиологии растений.
Награждён орденами Ленина (1954) и Трудового Красного Знамени (1971).
Публикации:
- Фотопериодизм растений. — М.; Л.: Госиздат, 1961. — 318 с.
- Выращивание растений при искусственном освещении. — 2-е перераб. изд. — Л.: Колос, 1966. —287 с.
- Актиноритмизм растений. — М.: Агропромиздат, 1987. — 272 с.